# Carica augusti
Carica augusti là một loài thực vật có hoa trong họ Caricaceae. Loài này được Harms mô tả khoa học đầu tiên năm 1931.